# Südafrikanische Cricket-Nationalmannschaft in Neuseeland in der Saison 2023/24
Die Tour der südafrikanischen Cricket-Nationalmannschaft nach Neuseeland in der Saison 2023/24 fand vom 4. bis zum 16. Februar 2024 statt. Die internationale Cricket-Tour war Bestandteil der Internationalen Cricket-Saison 2023/24 und umfasste zwei Tests. Die Tests waren Bestandteil der ICC World Test Championship 2023–2025. Neuseeland gewann die Test-Serie 2–0.

## Vorgeschichte
Neuseeland bestritt zuvor eine Tour gegen Pakistan, Südafrika gegen Indien. Das letzte Aufeinandertreffen der beiden Mannschaften bei einer Tour fand in der Saison 2021/22 in Neuseeland statt.

## Stadien
Die folgenden Stadien wurden für die Tour als Austragungsorte vorgesehen.
| Stadion     | Stadt           | Kapazität | Spiele  |
| ----------- | --------------- | --------- | ------- |
| Seddon Park | Hamilton        | 10.000    | 2. Test |
| Bay Oval    | Mount Maunganui | 10.000    | 1. Test |

## Kaderlisten
Südafrika benannte seinen Kader am 30. Dezember 2023. Da gleichzeitig die SA20 2023/24 stattfindet, war das Team mit zahlreichen Debütanten besetzt.
Neuseeland benannte seinen Kader am 26. Januar 2024.
| Test | Test |
| Neuseeland | Südafrika |
| --- | --- |
| - Tim Southee (K) - Tom Blundell (wk) - Devon Conway - Matt Henry - Kyle Jamieson - Tom Latham (wk) - Daryl Mitchell - William O’Rourke - Glenn Phillips - Rachin Ravindra - Mitchell Santner - Neil Wagner - Kane Williamson - Will Young | - Neil Brand (K) - David Bedingham - Ruan de Swardt - Clyde Fortuin - Zubayr Hamza - Edward Moore - Tshepo Moreki - Mihlali Mpongwana - Duanne Olivier - Dane Paterson - Keegan Petersen - Dane Piedt - Raynard van Tonder - Shaun von Berg - Khaya Zondo |

## Tour Match
| 29. – 31. Januar Scorecard | Lincoln | Südafrika 339 (81.2) & 91-2 (31) | – | New Zealand XI 294 (81.5) |
|                            |         | Remis                            |   |                           |

## Tests

### Erster Test in Mount Manganui
| 4. – 7. Februar Scorecard | Mount Maunganui | Neuseeland 511 (144) & 179-4d (43) | – | Südafrika 162 (72.5) & 247 (80) |
|                           |                 | Neuseeland gewinnt mit 281 Runs    |   |                                 |

Südafrika gewann den Münzwurf und entschied sich als Feldmannschaft zu beginnen. Für Neuseeland erzielte Eröffnungs-Batter Tom Latham 20 Runs, bevor Kane Williamson und Rachin Ravindra eine Partnerschaft formten und den Tag beim Stand von 258/2 beendeten. Am zweiten Spieltag endete die Partnerschaft nach 232 Runs, als Williamson nach einem Century über 118 Runs aus 289 Bällen sein Wicket verlor. An der Seite von Ravindra gelang Daryl Mitchell 34, Tom Blundell 11 und Glenn Phillips 39 Runs. Daraufhin schied Ravindra nach einem Double-Century über 240 Runs aus 366 Bällen aus. Von den verbliebenen Battern konnte Matt Henry 27 Runs erzielen und das Inning endete nach 511 Runs. Bester südafrikanischer Bowler war Neil Brand mit 6 Wickets für 119 Runs. Für Südafrika erzielte Eröffnungs-Batter Edward Moore 23 Runs, bevor Zubayr Hamza zusammen mit David Bedingham eine Partnerschaft formte. Hamza erzielte 22 Runs und nachdem Keegan Petersenin Spiel kam endete der Tag beim Stand von 80/4. Am dritten Spieltag schied Bedingham nach 32 und kurz darauf Pieterseon nach 45 Runs aus. Von den verbliebenen Battern konnte dann noch Duanne Olivier 15* Runs erzielen, bevor das letzte Wicket fiel. Der Rückstand nach dem ersten Innings betrug 349 Runs. Beste neuseeländische Batter waren Matt Henry mit 3 Wickets für 31 Runs und Mitchell Santner mit 3 Wickets für 34 Runs. In ihrem zweiten Innings bildete Eröffnungs-Batter Devon Conway zusammen mit Kane Williamson eine Partnerschaft. Conway erreichte 29 Runs und der ihm folgende Rachin Ravindra 12 weitere. Nachdem Daryl Mitchell ins Spiel kam verlor Williamson nach einem Century über 109 Runs aus 132 Bällen sein Wicket. Mitchell erzielte bis zum Ende des Tages 11 Runs, als Neuseeland das Innings beim Stand von 179/4 deklarierte. Damit setzten sie Südafrika eine Vorgabe über 529 Runs. Bester südafrikanischer Bowler war Neil Brand mit 2 Wickets für 52 Runs. Am vierten Spieltag bildeten nach dem frühen Ausscheiden der Eröffnugs-Batter Raynard van Tonder und Zubrayr Hamza eine Partnerschaft. Van Tonder erreichte 31 und Hamza 36 Runs. Daraufhin folgte David Bedingham der mit Keegan Petersen einen Partner fand. Bedinghamgelang dabei ein Fifty über 87 Runs, bevor auch Pieterson nach 16 Runs ausschied. In der Folge etablierte sich Ruan de Swardt und an seiner Seite erreichte Clyde Fortuin 11 Runs. Nachdem Dane Paterson nach 15 Runs das letzte Wicket verlor hatte Südafrika eine hohe Niederlage hinnehmen müssen. De Swadt hatte bis dahin 34* Runs erzielt. Beste neuseeländische Bowler waren Kyle Jamieson mit 4 Wickets für 58 Runs und Mitchell Santner mit 3 Wickets für 59 Runs. Als Spieler des Spiels wurde Rachin Ravindra ausgezeichnet.

### Zweiter Test in Brisbane
| 13. – 17. Februar Scorecard | Hamilton | Südafrika 242 (97.2) & 235 (69.5) | – | Neuseeland 211 (77.3) & 269-3 (94.2) |
|                             |          | Neuseeland gewinnt mit 7 Wickets  |   |                                      |

Südafrika gewann den Münzwurf und entschied sich als Schlagmannschaft zu beginnen. Für sie bildete Eröffnungs-Batter Neil Brand zusammen mit dem dritten Schlagmann Raynard van Tonder eine Partnerschaft. Brand erzielte 25 Runs und wurde gefolgt durch Zubayr Hamza. Van Tonder verlor sein Wicket nach 32 Runs und nachdem David Bedingham ins Spiel gekommen war schied Hamza nach 20 Runs aus. An der Seite von Bedingham etablierte sich Ruan de Swardt und nachdem Bedingham nach 39 Runs ausschied folgte ihm Shaun von Berg, der zusammen mit de Swardt den Tag beim Stand von 220/6 beendete. Am zweiten Spieltag schied von Berg nach 38 Runs aus. De Swardt konnte daraufhin ein Fifty über 64 Runs erzielen, woraufhin da Innings nach 242 Runs endete. Beste neuseeländische Bowler waren William O’Rourke mit 4 Wickets für 59 Runs und Rachin Ravidnra mit 3 Wickets für 33 Runs. Für Neuseeland formte Eröffnungs-Batter Tom Lataham mit dem dritten Schlagmann Kane Williamson eine Partnerschaft. Latham gelangen 40 Runs und Wiliamson 43. Daraufhin folgten Rachin Ravindra und Will Young. Ravindra erzielte 29 Runs und Young 36. Dem hineinkommenden Matt Henry gelangen 10 Runs, bevor Neil Wagner nach 33 Runs das letzte Wicket verlor und so ein Rückstand von 31 Runs nach dem ersten Innings entstand. Beste südafrikanische Bowler waren Dane Piedt mit 5 Wickets für 89 Runs und Dane Paterson mit 3 Wickets für 39 Runs. Damit endete auch der zweite Tag. Am dritten Spieltag bildete Eröffnungs-Batter Neil Brand zusammen mit dem vierten Schlagmann Zubayr Hamza eine Partnerschaft. Brand schied nach 24 Runs aus, woraufhin David Bedingham ins Spiel kam. Hamza konnte 17 Runs erzielen und wurde gefolgt durch Keegan Petersen, der 43 Runs erzielte. Bedingham schied nach einem Century über 110 Runs aus 141 Bällen aus, woraufhin das Innings mit einer Vorgabe von 267 Runs für Neuseeland endete. Bester neuseeländischer Bowler war William O’Rourke mit 5 Wickets für 34 Runs. Für Neuseeland formten die Eröffnungs-Batter Tom Latham und Devon Conway eine Partnerschaft. Conway schied nach 17 Runs aus und der Tag endete beim Stand von 40/1. Am vierten Spieltag kam Kane Williamson aufs Feld und Latham schied nach 30 Runs aus. An der Seite von Williamson erreichte Rachin Ravindra 20 Runs, bevor er zusammen mit Will Young die Vorgabeeinholen konnte. Williamson erzielte ein Century über 133 Runs aus 260* Bällen, Young ein Fifty über 60* Runs. Bester südafrikanischer Bowler war Dane Piedt mit 3 Wickets für 93 Runs. Als Spieler des Spiels wurde William O’Rourke ausgezeichnet.

## Auszeichnungen

### Player of the Match
Als Player of the Match wurden die folgenden Spieler ausgezeichnet.
| Spiel   | Player of the Match |
| ------- | ------------------- |
| 1. Test | Rachin Ravindra     |
| 2. Test | William O’Rourke    |